# Tachygyna delecta
Tachygyna delecta là một loài nhện trong họ Linyphiidae.
Loài này thuộc chi Tachygyna. Tachygyna delecta được Ralph Vary Chamberlin & Wilton Ivie miêu tả năm 1939.